# Май (Стародубский район)
Май — деревня в Стародубском муниципальном округе Брянской области.

## География
Находится в южной части Брянской области на расстоянии приблизительно 20 км по прямой на запад-северо-запад от районного центра города Стародуб.

## История
Основан в 1927 году выходцами из села Селище. До 2020 года входил в состав Запольскохалеевичского сельского поселения Стародубского района до их упразднения.

## Население
Численность населения: 29 человек в 2002 году (русские 100 %), 17 в 2010.